# Богородице-Рождественский Анастасов монастырь
Рождества Богородицы Анастасов монастырь — мужской монастырь Белёвской епархии Русской православной церкви, расположенный в селе Анастасово Одоевского района Тульской области.

## История
Основан в первой половине XVI века на высоком берегу реки Упы в 4 км от города Одоева князем Иваном Михайловичем Воротынским. Возможно, его основание связано с отражением крымского похода на Русь в 1517 году, в котором князь принял деятельное участие. Своё название монастырь получил в честь первого настоятеля игумена Анастасия.
Пятиглавый каменный Собор Рождества Пресвятой Богородицы был построен в 1669—1676 гг., заменив прежний деревянный храм. К основному объёму примыкают одноглавые четверики приделов вмч. Екатерины и Варлаама Хутынского. В те же годы была возведена шатровая трёхъярусная колокольня, которую соединяет с собором двухъярусная арочная галерея. В монастырский комплекс входят трапезная, келейные корпуса и другие постройки, кладбище.
Среди жертвователей монастыря упоминаются одоевский дворянин и московский воевода Михаил Петрович Колупаев и внук его сенатор, генерал-аншеф Алексей Иванович Тараканов.
Во второй половине XVIII века монастырь пришёл в упадок и был упразднён в 1764 году. Храм функционировал как приходская церковь до 1931 года, когда был закрыт и частично разрушен.
12 марта 2002 года монастырь был воссоздан. Идут строительные работы. Новые здания стилизованы под «узорочье» допетровского времени.
В обители прожил последние годы жизни, скончался и похоронен схиархимандрит Аверкий (Швецов-Загарский) (1915—2018).